# 诱惑本质
诱惑本质（Within Temptation），是一支来自荷兰的哥德金屬和交響金属乐队，由吉他手罗伯特·维斯特霍尔在1996年创建。

## 简介
诱惑本质在成立后不到两个月就和DSFA唱片公司签约，1997年4月，他们发行第一张专辑《Enter》。1998年，他们发行了专辑的特别版。同年11月，他们在澳大利亚和德国进行为期两星期的巡演。
1999年，诱惑本质发展几乎停滞。直到2000年12月，他们才发行新专辑《Mother Earth》。这张专辑取得巨大成功，乐队也在自己的演唱会和音乐节上赢得许多音乐爱好者的心。其中两首单曲最为支持者推崇：Our Farewell 和 Ice Queen。
2002年，乐队再次取得进展，单曲Ice Queen，在荷兰音乐榜上取得季军的位置，在比利时则高居榜首。《Mother Earth》在欧洲总共销售大约35万张的三白金成绩（荷兰），并获得金牌专辑称号（比利时）。
Within Temptation在这两个国家都获得MTV奖项，并且在比利时、荷兰、卢森堡三国，以及德国、法国举办了自己的演唱会。
第三张专辑，《The Silent Force》，在2004年11月15日发行。其中的主打歌，Stand My Ground，被广播电台无数次播放。这张专辑在德国获得金牌成绩。
2005年2月，诱惑本质获得艾迪逊音乐奖的荷兰最佳乐队奖项，之后又拿到2005年世界音乐奖的荷兰最受欢迎乐队奖项。
2007年，诱惑本质推出The Heart of Everything，Black Symphony流行專輯。樂隊的第五張錄音室專輯，被稱為The Unforgiving，在2011年3月推出，並享有商業成功。

## 成员
- 莎伦·丹·阿德尔 - 主唱
- 罗伯特·维斯特霍尔 - 吉他手
- 卢德·艾德里安·约里 - 吉他手
- 杰伦·范·韦恩 - 贝斯手
- 马金·斯皮尔伯格 - 键盘手
- 麥可·庫倫 - 鼓手

## 樂隊的歷史

### 組成(1992-1996)
1996年，吉他手羅伯特·維斯特霍爾離開了原所屬樂團Circle，與長久以來的夥伴 - 主唱莎倫·丹·阿德爾成立了樂團。Circle隨之改名為Voyage，並釋出一張專輯，名為Embrace，其中包含了與莎倫·丹·阿德爾合作的一首曲子。在專輯釋出後不久Voyage即解散。
羅伯特·維斯特霍爾與莎倫·丹·阿德爾隨後加入了一個末日金屬樂團，名為The Portal。樂團內包含了原Circle的貝斯手Jeroen van Veen、吉他手Michiel Papenhove、鍵盤手Martijn Westerholt以及鼓手Dennis Leeflang(之後換成Ivar de Graaf)。在開始錄製demo帶 - Enter之前，他們將團名改為致命誘惑。Demo帶Enter之中包含了幾首在第一張專輯內的歌曲。同年，他們被DSFA Records簽下，並開始製作第一張專輯。

### Enter（1997-1999年）
Enter，首張個人專輯，在1997年發布。專輯深受歡迎，樂隊開始在全國各地的四場巡演，之後他們在迪納摩露天表演。樂隊1997年開始他們的第一次國際巡演，德國和奧地利，殺進。伊瓦爾·德格拉夫隨後也離開了樂隊，並被西羅帕爾馬取代。
Enter的聲音和旋律，是較黑暗節奏，受哥特金屬的影響，很大程度上依賴緩慢的鍵盤和鼓和重複的吉他即興重複段。在這張專輯還突出是羅伯特·維斯特霍爾 和George Oosthoek 的 Grunts。
在1998年，樂隊繼續巡迴 - 他們的個人資料，提升他們在迪納摩主舞台，為1998年的事件。然而，在誘惑發布任何新的材料（在這一點上並沒有為第二張專輯的計劃），到年底，他們選出的三首歌曲（加上兩個混音），將進一步成熟與釋放的EP，The Dance。
1999年基本上是一個樂隊的休假一年。他們藉此機會構建自己的工作室，以及個人追求與返回倍明年的計劃。

### Mother Earth (2000–2004)
2000年是不平凡的一年，帶他們回到了巡迴演出; Waterpop，Bospop和The Lowlands。此外，他們做的第二張專輯，Mother Earth。這張專輯是在其發布後的頭幾個星期在荷蘭得到成功。
樂隊發行的單曲“Our Farewell”，未進入排行榜。從Mother Earth的第二支單曲，“Ice Queen”，被視為樂隊的突破;2002年3月攀升至＃2在荷蘭，但他們的第一單，當它爬上頂端比利時。成功反映Mother Earth，在荷蘭專輯榜繼續攀升，截至今年在＃3。
2001年看到了一些人事變動;呂德·朱莉作為第二吉他手，鼓手伊瓦爾·格拉夫被替換斯蒂芬·Haestregt，：Martijn Westerholt（患有傳染性單核細胞增多症）是由Martijn Spierenburg取代。 westerholt以後開始樂隊Delain。
2002年，他們有他們在法國的第一場演唱會，在墨西哥城的標題演出。他們達到他們的第一個重要獎項，荷蘭銀豎琴(Dutch Silver Harp)。他們固若金湯開始支持在2003年的一個重要的國際旅遊失落天堂和槍上的記錄標籤在更多的歐洲國家重新發布Mother Earth，它是在德國的成功，它在哪裡就去鉑，並達成在＃7; “Ice Queen”的重新發行，也指明了在排名前30位。比荷盧經濟聯盟地區又將有一個不同的版本，凱特·布什的“跑起來，希爾”的封面。樂隊的標題在荷蘭音樂節，而他們的Mother Earth巡演DVD聲稱著名的愛迪生獎。Mother Earth在新的市場推廣以及各種節日的外觀和其他的演出，也看到了樂隊在英國住在倫敦首演，同年9月持續到2004年。

## 作品

### 錄音室專輯
| 專輯名稱 |
| 《Enter》 - 發行日期：1997年4月6日 - 排行榜名次：N/A - 銷售量：100,000（歐洲） - 廠牌：DSFA Records、Season of Mist - 單曲：《Restless》 |
| 《Mother Earth》 - 發行日期：2000年12月4日（荷蘭）；2001年8月21日（歐洲） - 排行榜名次：荷蘭#3、比利時#3、德國#7、挪威#11、奧地利#30、瑞士#70 - 銷售量：750,000（歐洲） - 廠牌：DSFA Records、Roadrunner Records、Sanctury Records、GUN Records - 單曲：《Our Farewell》、《Ice Queen》、《Mother Earth》 |
| 《The Silent Force》 - 發行日期：2004年11月15日 - 排行榜名次：荷蘭#1、芬蘭#1、比利時#1、希臘#3、德國#5、奧地利#12、葡萄牙#17、瑞士#7、西班牙#20、瑞典#4、挪威#8 - 銷售量：2,900,000（全球） - 廠牌：GUN Records、Roadrunner Records - 單曲：《Stand My Ground》、《Memories》、《Angels》、《Jillian (I'd Give My Heart)》                                                                                              |
| 《The Heart of Everything》 - 發行日期：2007年3月12日 - 排行榜名次：荷蘭#1、比利時#1、芬蘭#1、瑞典#3、葡萄牙#5、德國#4、瑞士#3、奧地利#12、捷克#12、義大利#48、波蘭#22、西班牙#26、挪威#4、法國#26、丹麥#32、英國#30、墨西哥#68、澳洲#88、美國#99 - 銷售量：5,400,000（全球） - 廠牌：Roadrunner Records、GUN Records（歐洲） - 單曲：《What Have You Done》、《The Howling》、《Frozen》、《All I Need》、《Forgiven》 |
| 《The Unforgiving》 - 發行日期：2011年3月25日 - 排行榜名次：荷蘭#2、比利時#3、芬蘭#3、瑞典#7、葡萄牙#3、德國#7、奧地利#7、捷克#4、義大利#57、波蘭#6、西班牙#16、挪威#25、法國#19、丹麥#34、英國#23、墨西哥#66、澳洲#27、美國#50 - 銷售量： - 廠牌：Roadrunner Records、GUN Records（歐洲） - 單曲：《Faster》、《Sinéad》、《Shot In The Dark》                                                                         |
| 《Hydra》 - 發行日期：2014年1月31日 - 排行榜名次： - 銷售量： - 廠牌：Nuclear Blast、Dramatico、BMG、Universal Music - 單曲：《Paradise (What About Us?)》、《Dangerous》、《Whole World Is Watching》、《And We Run》 |

### 其他專輯
| 專輯名稱 |
| 《Black Symphony》（現場專輯） - 發行日期：2008年9月22日 - 排行榜名次：荷蘭#1、芬蘭#1、比利時#2、葡萄牙#3、德國#5、瑞士#7、捷克#27、奧地利、#36、法國#77 - 銷售量：N/A - 廠牌：Gun Records、Roadrunner Records、新力BMG - 單曲：《Forgiven》、《Hand of Sorrow》 |
| 《An Acoustic Night at the Theatre》（現場專輯） - 發行日期：2009年11月2日 - 排行榜名次：荷蘭#4、比利時#67 - 銷售量：N/A - 廠牌：Gun Records、Roadrunner Records、新力BMG - 單曲：《Utopia》                                                                     |

### EP
| 《The Dance》 |
| - 發行日期：1998年6月21日 - 排行榜名次：N/A - 美國銷售量：N/A - 歐洲銷售量：N/A - 廠牌：DSFA Records、Seasons Of Mist - 單曲：無 - 同名單曲的動畫音樂錄影帶收錄在《Mother Earth Tour》 |
| 《Running Up That Hill》 |
| - 發行日期：2003年 - 排行榜名次：N/A - 美國銷售量：N/A - 歐洲銷售量：N/A - 廠牌：N/A - 單曲：《Running Up That Hill》 - 翻唱凱特·布希1985年的歌曲 |
| 《The Howling》 |
| - 發行日期：2007年5月1日 - 排行榜名次：美國「100 Hit Top chart」前30名 - 美國銷售量：N/A - 歐洲銷售量：N/A - 廠牌：Roadrunner Records - 單曲：《The Howling》 - 在Hot Topic發行獨家限量版本 |
| 《Paradise (What About Us?)》 |
| - 發行日期：2013年9月27日 - 排行榜名次：美國「U.S. Billboard Hard Rock Albums」12名 - 美國銷售量：N/A - 歐洲銷售量：N/A - 廠牌：Sony BMG, Nuclear Blast - 單曲：《Paradise (What About Us?)》、《Let Us Burn》、《Silver Moonlight》、《Dog Days》 - 除单曲Paradise (What About Us?)，其餘三首歌為樣本唱片 |

### 单曲
- Restless （1997年）
- Our Farewell（2000年）
- Ice Queen （2001年）
- Mother Earth（2003年）
- Running Up That Hill （2003年）
- Stand My Ground （2004年）
- Memories （2005年）
- Angels （2005年）
- What Have You Done Ft. Keith Caputo (2007年)
- Frozen (2007年)
- The Howling (2007年)
- All I Need (2007年)
- Forgiven (2008年)
- Utopia (2009年)
- Faster (2011年)
- Sinéad (2011年)
- Shot in the Dark (2011年)
- Paradise (What About Us?) Ft. Tarja Turunen (2014年)
- Dangerous Ft. Howard Jones (2014年)
- Whole World Is Watching Ft. Dave Pirner (波蘭版本為Piotr Rogucki) (2014年)
- And We Run Ft. Xzibit (2014年)

### DVD
- 《Mother Earth Tour》（2002年）
- 《The Silent Force Tour》（2005年）
- 《Black Symphony》（2008年）